# Michel Le Denmat
Michel Le Denmat (né le 11 septembre 1950 à Plérin,) est un coureur cycliste français, professionnel de 1975 à 1979.

## Palmarès

### Palmarès amateur
- 1970
  - 2e de l'Élan breton
- 1971
  -  Champion de Bretagne du contre-la-montre par équipes[n 1]
  - 2e du championnat de France du contre-la-montre par équipes
  - 3e du championnat de France militaires sur route
  - 3e de la Route de France
- 1972
  -  Champion de France du contre-la-montre par équipes[n 2]
  - 3e et 6e étapes du Tour de Martinique[4]
  - 2e du Tour de Martinique
- 1973
  - 1re étape du Tour du Gévaudan (contre-la-montre)
- 1975
  -  Champion de France du contre-la-montre par équipes[n 3]

### Palmarès professionnel
- 1977
  - 2e de la Polymultipliée

## Résultats sur les grands tours

### Tour de France
3 participations
- 1976 : 46e
- 1977 : 43e
- 1978 : abandon (17e étape)